# Ácido terébico
En química, se denomina ácido terébico a un cuerpo de propiedades ácidas descubierto por Johann Konrad Bromeis, isomero del ácido etilcrotónico que se forma por oxidación de la colofonia o de la esencia de la trementina.

## Destilación
Cuando se trata de destilarle se desdobla en anhídrido carbónico y ácido piroterébico.

## Bicromato potásico
Cuando se trata por una mezcla de bicromato potásico, la acción oxidante de estos reactivos le transforma en ácido acético y carbónico y la potasa en fusión da lugar a que se desprenda hidrógeno y se produzca el ácido acético correspondiente.

## Fórmula
Su fórmula de composición química C7H10O4.

## Presentación
- Tras su obtención, se presenta, cuando se cristaliza rápidamente, en cristales microscópicos constituidos por dobles pirámides.
- Si el cambio de estado es lento y el disolvente es el alcohol cristaliza en prismas voluminosos transparentes y derivados del sistema clinorrómbico.

## Investigadores
- Mielck y Carl Geisler (de Peterswaldau) aconsejaron un procedimiento operativo para obtener el ácido objeto de este artículo.
- Horst Pauling; obra: Über Synthesen, ausgehend von Terebinsäure, 1962.
- Wilhelm Roser:
  - Dedujo del conjunto de sus reacciones su constitución molecular
  - Dio una fórmula de constitución para el ácido cloroterébico
  - Obra: Beïtrage zur Kennitniss der Terebinsäure, 1882.
- Bruno Schleicher; obra: Ueber die a-bromisovarleriansaure....und terebinsäure, Halle, 1888.